# I liga urugwajska w piłce nożnej (1907)
- Mistrz Urugwaju 1907: CURCC Montevideo
- Wicemistrz Urugwaju 1907: Montevideo Wanderers
- Spadek do drugiej ligi: nikt nie spadł
- Awans z drugiej ligi: Bristol Montevideo, Dublín Montevideo, French Montevideo, Albion Montevideo

Mistrzostwa Urugwaju w roku 1907 były mistrzostwami rozgrywanymi według systemu, w którym wszystkie kluby rozgrywały ze sobą mecze każdy z każdym u siebie i na wyjeździe, a o tytule mistrza i dalszej kolejności decydowała końcowa tabela. Ponieważ z ligi nikt nie spadł i jednocześnie awansowały cztery kluby, liga zwiększyła się z 6 do 10 klubów.

## Primera División
Klub Teutonia zmienił nazwę na Montevideo.
Po trzech kolejkach, w których przyznano walkower rywalom, drużyna Nacional B została rozwiązana i nie wzięła udziału w rozgrywkach.

### Końcowa tabela sezonu 1907
| Poz | Klub                      | Mecze | Zw | Rem | Por | Pkt | BrZd | BrStr |
| --- | ------------------------- | ----- | -- | --- | --- | --- | ---- | ----- |
| 1   | CURCC Montevideo          | 10    | 7  | 3   | 0   | 17  | 29   | 8     |
| 2   | Montevideo Wanderers      | 10    | 4  | 5   | 1   | 13  | 25   | 5     |
| 3   | River Plate FC Montevideo | 10    | 5  | 2   | 3   | 12  | 13   | 10    |
| 4   | Club Nacional de Football | 9     | 3  | 4   | 2   | 10  | 21   | 7     |
| 5   | Montevideo                | 9     | 1  | 2   | 6   | 4   | 5    | 24    |
| 6   | Intrépido Montevideo      | 10    | 1  | 0   | 9   | 2   | 5    | 44    |